# ان‌جی‌سی ۳۳۱۰
ان‌جی‌سی ۳۳۱۰(به انگلیسی: NGC 3310)یک کهکشان مارپیچی در صورت فلکی خرس بزرگ است. ۴۶ میلیون سال نوری از زمین فاصله داشته و حدود ۲۲ هزار سال نوری عرض دارد.